# Sainte-Hélène-sur-Isère
Sainte-Hélène-sur-Isère é uma comuna francesa na região administrativa de Auvérnia-Ródano-Alpes, no departamento de Saboia. Estende-se por uma área de 14,43 km². Em 2010 a comuna tinha 1 202 habitantes (densidade: 83,3 hab./km²).